# الحدود (مذيخرة)

تعديل مصدري - تعديل

الحدود هي إحدى قرى عزلة خولان بمديرية مذيخرة التابعة لمحافظة إب، بلغ تعداد سكانها 279 نسمة حسب تعداد اليمن لعام 2004.